# Пітер Діамандіс
Пітер Х. Діамандіс (/ˌdiːəˈmændɪs/ DEE-ə-MAN-diss; нар. 20 травня 1961) — американський маркетолог, інженер, лікар  і підприємець. Він найбільш відомий як засновник і голова XPRIZE Foundation, а також співзасновник і виконавчий голова Singularity University. Він також є співзасновником і колишнім генеральним директором Zero Gravity Corporation, співзасновником і віце-головою Space Adventures Ltd., засновником і головою Rocket Racing League, співзасновником Міжнародного космічного університету, співзасновником Planetary Resources, співзасновником Celularity, засновником Students for the Exploration and Development of Space, віце-президент і співзасновник Human Longevity, Inc.

## Інтернет-ресурси
- Офіційний сайт
- Testimony by Peter Diamandis to U.S. House

### Відео
- Пітер Діамандіс на TED(англ.)
  - Peter Diamandis: Our next giant leap (TEDGlobal 2005)
  - Peter Diamandis: Stephen Hawking's zero g flight (TED2008)
  - Peter Diamandis: Abundance is our future (TED2012)
- MIT Video: Peter Diamandis talks about the XPRIZE and future of space travel
- Open SSP08 Lecture: Peter Diamandis talks about the XPRIZE, Zero gravity, Rocket Race League SSP08 podcast
- Perimeter Institute: Peter Diamandis' lecture at the Quantum to Cosmos festival